# Potentilla multifida
Espèce
Synonymes
- Fragaria multifida (L.) Crantz[1],[2]
- Potentilla bimundorum Soj k[1]
- Potentilla multifida var. angustifolia (Lehm.) Lehm.[1],[2]
- Potentilla multifida var. multifida[2]
- Potentilla multifida var. nubigena Th.Wolf[2]
- Potentilla multifidiformis Ikonn.[2]
- Potentilla plurijuga Hand.-Mazz.[1],[2]
- Potentilla supina var. angustifolia Lehm.[1],[2]
- Potentilla tenella Turcz.[1],[2]

La potentille multifide, Potentilla multifida, est une espèce de plantes herbacées vivaces de la famille des Rosacées.

## Liste des variétés
Selon Catalogue of Life (15 novembre 2020) :
- sous-espèce Potentilla multifida subsp. bimundorum
- sous-espèce Potentilla multifida subsp. multifida
- variété Potentilla multifida var. nubigena
- variété Potentilla multifida var. ornithopoda

Selon NCBI (15 novembre 2020) :
- variété Potentilla multifida var. ornithopoda (Tausch) Th.Wolf